# チョベリバ
チョベリバは、「超ベリー・バッド(very bad)」の略で、1990年代半ばに女子高生の間で使われた若者言葉のひとつ。それ以前から使われていた「超バッド」よりさらに強く最悪であることを意味する。
派生語として、「チョベリグ（超ベリー・グッド）」という対義語、「チョベリブ（超・ベリー・ブルー）」、「チョバチョブ（超・バッド・超・ブルー）」という類義語、「チョーモロモロベリバ（チョベリバ以上に最悪）」、「チョベリビ（超・ベリー・ビックリ）」、「チョベリピ（超・ベリー・ハッピー）」、「チョモロハ（超・モロ・ハッピー）」といった言葉もある。
1995年頃から使われ出したが、1996年にテレビドラマの『ロングバケーション』で使われて知名度が上がりこの年の新語・流行語大賞のベストテンを受賞した。1998年の時点ではチョベリバという言葉は既に廃語（俗に言う「死語」）であるとされる。